# Ferrovia del Säntis
La ferrovia del Säntis (in tedesco Säntis-Bahn, in acronimo SB) è una breve ferrovia a scartamento metrico della Svizzera conosciuta anche come Appenzell-Weissbad-Wasserauen-Bahn (AWW).

## Storia
Nel XIX secolo l'area montana del Säntis divenne sempre più meta di villeggianti e amanti della montagna per cui nacque l'idea di costruire una ferrovia simile a quella del Rigi.
Nel 1886, quando la ferrovia da Winkeln raggiunse Appenzello, si concretizzò un progetto di ferrovia a cremagliera a scartamento ridotto che ne avrebbe realizzato il proseguimento. Il 13 giugno 1887 il Consiglio federale della Svizzera ne rilasciò la concessione ma si evidenziò anche la difficoltà di reperire i capitali sufficienti e alla fine questa decadde.
Una nuova licenza, richiesta in seguito, fu concessa a dicembre 1899 per la costruzione di una tranvia elettrica Appenzello-Wasserauen a condizione che la linea fosse completata entro la fine di novembre 1900. Non fu possibile tuttavia cominciare la costruzione e, malgrado la proroga del termine, la concessione giunse alla scadenza il 15 marzo del 1901. Si cercò ancora una nuova concessione, che contemplava una soluzione mista con il tratto finale Wasserauen-Säntis in funivia ottenuta a dicembre 1903, ma ancora una volta il progetto fu modificato tecnicamente e quindi rinviato. Il 22 dicembre 1905 vi fu un cambiamento nella relativa licenza; emerse anche un progetto per una ferrovia elettrica a scartamento ridotto e una funivia da Urnäsch, in Canton Appenzello Esterno, per il Säntis e ci fu un braccio di ferro per la concessione tra le due varianti. Nelle more dei procedimenti le scadenze per la costruzione furono prolungate fino al 1912 ma il problema più serio era sempre costituito dalla carenza di finanziamenti non sufficienti per tutta la fase costruttiva da Appenzello a Meglisalp; venne adottato un emendamento che suddivise la linea in quattro sezioni:
- Appenzell-Wasserauen
- Wasserauen-Seealp
- Seealp-Meglisalp
- Meglisalp-Säntis

Fu deciso inoltre, da parte delle autorità federali, che la costruzione delle tre sezioni finali fosse facoltativa.
Costituitasi il 27 dicembre 1910 ad Appenzello la società Säntisbahn A.G. Appenzell (SB) per costruire ed esercitare la linea Appenzello-Wasserauen e prolungamenti, con i fondi disponibili tra 1911 e 1912 venne affrontata la costruzione del tratto di valle Appenzello-Wasserauen che non presentava eccessivi problemi lungo il suo percorso, di circa 6,2 km, dovendo superare soltanto un dislivello di circa 80 m. Il 13 luglio 1912 il primo tratto fu aperto. Dalla prima concessione all'apertura della prima sezione ferroviaria era passati ben 25 anni; lo scoppio della prima guerra mondiale con la conseguente perdita di utili impedì la costruzione di ogni ulteriore tratta della linea ferroviaria e il proseguimento previsto per il culmine della montagna venne definitivamente abbandonato.

### Funivia per il Säntis
Nel 1927 riemerse l'idea di raggiungere la vetta del Säntis mediante una funicolare da Schwägalp in parte all'interno della montagna. Vi furono anche proposte e progetti piuttosto fantasiosi o di difficile realizzazione ma, nel novembre 1927, Carl Meyer richiese la licenza per una funivia del Säntis da Kræz, nella comunità di Urnäsch, che comprendeva anche la costruzione di un servizio navetta, per Ross Fallen nell'Appenzello e per Ennetbühl nel Toggenburg. Il 22 settembre 1933 infine ottenne la concessione e nel 1935 la funivia fu aperta. Dopo oltre 50 anni i visitatori furono finalmente in grado di raggiungere la cima del Säntis mediante la funivia Schwägalp-Säntis (LSS).

### DaSäntis-bahnaAppenzell-Weissbad-Wasserauen-bahn
La cosiddetta ferrovia del Säntis (che in realtà non aveva mai raggiunto la vetta del Säntis essendo rimasta incompiuta) nel 1939 venne rinominata Elektrische Bahn Appenzell-Weissbad-Wasserauen A.G. Appenzell (AWW).
Dal 1º gennaio 1947 fu acquisita dalla Appenzeller-Bahn-Gesellschaft (AB) proprietaria della contigua linea Gossau-Appenzello. Dal 1º gennaio 1988 il tracciato venne infine incorporato nella rete della Appenzeller Bahnen.
Oggi la linea è parte della linea S23 della rete celere di San Gallo.

## Caratteristiche

### Percorso
| Straight track |

| Station on track |

| Unknown route-map component "ABZgl" |

| Stop on track |

| Station on track |

| Stop on track |

| End station |